# Underhållningsmaskinen
Underhållningsmaskinen är ett album av den svenska reggaeartisten Governor Andy, utgivet 2007.
Vokalisten Loreen gästar albumet på låten "Lyckliga gatan", en omarbetad version av Anna-Lena Löfgrens 1960-talshit. Vokalisterna Jr Eric, Eye N' I och Kapten Röd gästar albumet på låten "Vakter och polis" som handlar om hur de blev nedslagna och hamnade på "karolinskas intensiv".
Albumet blev som bäst 46:a på den svenska albumlistan.

## Låtlista
1. "Popcorn kärlek" - 3:20
2. "Ensam" - 3:32
3. "Håll kvar" - 3:27
4. "Lyckliga gatan" - 3:40
5. "Ett steg närmare" - 3:49
6. "Girig" - 3:41
7. "Tsunami punany" - 3:33
8. "Slackergubbe" - 2:46
9. "Gangsterhjärtan" - 4:02
10. "En bättre kärleksaffär" - 3:28
11. "Kan inte knäcka rasta" - 3:57
12. "Vakter och polis" - 4:00
13. "Fäbojäntan" - 3:44
14. "Underhållningsmaskinen" - 3:37